# や台ずし
や台ずしは、ヨシックスが運営している居酒屋、寿司屋のチェーンのブランド。

## 概要
2024年12月では、全国34都府県で340店舗がある。
2000年、1号店が名古屋市に出店した。
郊外の住宅地に出店する『田舎戦略』をして、職人が寿司を握っている。